# 山崎貴史
山崎 貴史（やまざき たかふみ、1998年2月28日 - ）は、日本の俳優である。千葉県出身。

## 略歴
2018年に國學院大學でのミスター國學院コンテストのグランプリを受賞したことを契機に、俳優となり、事務所に所属。
劇団番町ボーイズ☆の候補生、劇団番町ボーイズ☆NEXTのメンバーに。
大学在学中の2019年8月に舞台、劇団番町ボーイズ☆NEXT 第1回公演「壬生狼ヤングゼネレーション」に出演、芸能界デビューを果たす。2021年3月に大学を卒業。
2024年事務所退所。劇団番町ボーイズ☆NEXTを卒業。

## 人物
- 趣味はゲーム、古着屋巡り[1]。
- 特技は野球、テニス[1]。

## 出演

### 舞台
- 劇団番町ボーイズ☆NEXT 第1回公演 「壬生狼ヤングゼネレーション」松永主計 役（2019年8月23日 - 25日、シアター風姿花伝）
- 劇団番町ボーイズ☆NEXT 第2回公演「ギブアップダンス!!!」横田輝彦 役（2021年2月4日 - 7日、中目黒キンケロ・シアター）※Wキャスト

### 映画
- 女子高生に殺されたい（2022年4月）

### TV
- よるのブランチ　東京トライアングルデート（2022年3月2日・3月9日、TBS）
- 「お願い!ランキングpresent’s そだてれび」内企画『人生が変わる、シン・時代劇オーディション「真剣　SHINKEN」』出演（2024年1月31日 - 4月13日、テレビ朝日）

### インターネットテレビ
- おぎやはぎの「ブス」テレビ（2020年2月5日、AbemaTV）
- 私の年下王子さま100人の王子編　100人王子エントリー（2021年11月20日、ABEMA）

### CM
- 「The Ravens×モンスト」コラボムービー出演（2020年10月）
- 洋服の青山 TVCM 青山探偵事務所 『第2話:入学式に潜入せよ!』篇（2021年1月）

### PV
- 3grass「ソーダ」（2019年8月1日）[3]
- 3grass「FLASH」（2020年8月28日）
- yutori「赤い糸」（2023年11月29日）

### ショートドラマ
- 筋肉企画#2、#5（2024年3月31日・4月3日、Youtube みせたいすがた）
- 突然のご報告「実は彼女ができました」（2024年9月6日、Youtube ポテトピクチャーズ）

### その他
- 演劇ごはん　東京湾イマーシブディナー＆クルーズ（2024年12月1日・4日・5日・8日・11日・15日、ザ・クルーズクラブ東京）